# Emelba Siete

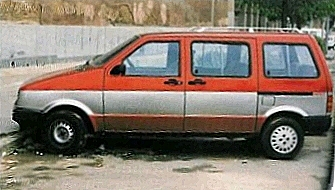
Emelba Siete

Der Emelba Siete war ein Minivan, den der spanischen Karosseriehersteller Emelba S. A. im Jahr 1985 auf der Automobilmesse Barcelona Salón Expoocio präsentierte.

## Modellbeschreibung
Der Emelba Siete baute auf der Plattform des Seat Ritmo (Fiat Ritmo) auf, worauf später auch der Seat Ibiza 021a und der Seat Malaga 023a basierte. Seat wollten ihn in Großserie im damaligen Stammwerk Zona Franca in Barcelona bauen. Nach der Übernahme von Seat durch den Volkswagen-Konzern wurde das Projekt eingestellt. Emelba baute lediglich sechs Prototypen. Der Emelba Siete wäre im Jahr 1986 nach dem Renault Espace der einzige Minivan aus europäischer Produktion gewesen.
Emelba S. A. hatte ein Design-Studio, in dem die Modelle konzipiert wurden. Die Firma wurde Ende 1993 aufgelöst. Seat übernahm das Designkonzept.